# أوين ميد
أوين ميد (بالإنجليزية: Owen Mead)‏ هو عسكري نيوزيلندي، ولد في 24 يناير 1892 في دنيدن في نيوزيلندا، وتوفي في 25 يوليو 1942.